# فضای نام (علوم رایانه)
در علم رایانش، یک فضای نام (به انگلیسی: Namespace) یک مجموعه نماد می‌باشد که از آن برای سازمان دادن به انواع متفاوت شیء استفاده می‌شود، هدف آن است که این اشیا بتوانند توسط نام ارجاع شوند. یک فضای نام باید تضمین کند که همهٔ شناسه‌های موجود در آن نام یکتایی دارند و در نتیجه اشیاء به راحتی قابل شناسایی می‌باشند.
فضاهای نام معمولاً سلسله مراتبی هستند، دلیل این امر امکان استفاده مجدد از نام‌ها در زمینه‌های مختلف است.

## مثال
مثال‌های برجسته از فضای نام شامل:
- سیستم فایل‌بندی: فضای نامی است که به فایل‌ها نامی را منتسب می‌کند.[۲]
- بعضی از زبان‌های برنامه‌نویسی به وسیلهٔ فضای نام متغیر‌ها و رویه‌هایشان را سازمان‌دهی می‌کنند.[۳][۴][۵]
- در شبکهٔ رایانه‌ای و سیستم‌های توزیع شده نام‌هایی به منابع منتسب می‌شود، مثلاً به کامپیوترها، پرینترها، وبسایت‌ها، فایل‌ها (بیرونی و دور) و غیره.
- سیستم‌های عامل می‌توانند منابع کرنل (مثل ID پردازش، کاربران، سوکت شبکه) را توسط فضای نام مجرد بخش‌بندی کنند، تا از شبیه‌سازی سطح سیستم‌عامل پشتیبانی کنند.

## مقایسه فضای نام رایانه با فضای نام در انسان‌ها
برای مقایسه یک سیستم نامگذاری افراد را در نظر بگیرید، که در آن هر انسان یک نام خاص دارد و بعلاوه یک نام خانوادگی دارد که با وابستگان خود مشترک است. اگر نام کوچک برای اعضای خانواده تنها در یک خانواده یکتا باشد، آنوقت هر فرد می‌تواند به صورت منحصر به فرد با ترکیبی از نام کوچک و نام خانوادگی شناسایی شوند. تنها یک «بیژن شیرازی» وجود دارد، اگر چه ممکن است «بیژن» های زیادی وجود داشته باشد. در فضای نام خانواده «شیرازی»، تنها «بیژن» کافی است که به صورت غیر مبهم آن فرد را معین کند، در حالیکه در فضای نام «جهانی» برای همهٔ افراد، باید از نام کامل استفاده کرد.
- به صورت مشابه، سیستم فایل سلسله مراتبی، فایل‌هایش را در پرونده‌ها (دایرکتوری) سازماندهی می‌کند. هر پرونده یک فضای نام جداگانه است، بنابراین کلمه‌ها و نیز مفاد درونی پرونده هر دو ممکن است شامل یک فایل «to_jane» باشند.
- در زبان‌های برنامه‌نویسی، از فضای نام به صورت معمول برای اهداف گروه‌بندی نشانه‌ها و شناسه‌ها، در حول یک عملکرد بخصوص، و نیز جلوگیری برخورد اسامی بین چندین شناسه که دارای نام مشابه‌اند، استفاده می‌شود.
- در شبکه‌سازی، سامانه نام دامنه وبگاه‌ها (و دیگر منابع) را به فضای نام سلسله مراتبی، سازمان‌دهی می‌کند.[۱]

به عبارت دیگر، فضای نام، این امکان را می‌دهد که موجودیت‌هایی مثل کلاس‌ها، اشیاء و توابع را تحت عنوان یک نام جمع کنیم.

## یک مثال از فضای‌نام در زبان ++C
```
#include
 
<iostream>

// این روش استفاده‌کننده از یک نام را به دامنه فعلی می‌آورد. در این مورد، آنها را به دامنه سراسری می‌آورد.

using
 
std
::
cout
;

using
 
std
::
endl
;

namespace
 
box1
 
{

    
int
 
box_side
 
=
 
4
;

}

namespace
 
box2
 
{

    
int
 
box_side
 
=
 
12
;

}

int
 
main
()
 
{

    
int
 
box_side
 
=
 
42
;

    
cout
 
<<
 
box1
::
box_side
 
<<
 
endl
;
  
// خروجی 4 را نشان می‌دهد.

    
cout
 
<<
 
box2
::
box_side
 
<<
 
endl
;
  
// خروجی 12 را نشان می‌دهد.

    
cout
 
<<
 
box_side
 
<<
 
endl
;
  
// خروجی 42 را نشان می‌دهد.

}

ر

```